# Mitsubishi Motors
A Mitsubishi Motors Corporation (japánul: 三菱自動車工業株式会社, japán kiejtése: mitsɯꜜbiɕi; ismertebb nevén Mitsubishi Motors vagy egyszerűen csak Mitsubishi, angol kiejtése: mɪtsᵿˈbiːʃi) japán multinacionális autógyártó vállalat, amelynek főhadiszállása a tokiói Minatóban található. 2011-ben ők voltak a hatodik legnagyobb japán autógyártó cég, világviszonylatban pedig a tizenkilencedik. 2016 októbere óta a cég 34%-ban a Nissan tulajdonában van, így tagja a Renault-Nissan-Mitsubishi szövetségnek.
A szövetség mellett a Mitsubishi cégcsoport tagja is. 1970-ben alapították a Mitsubishi Heavy Industries autógyártó részlegeként.
A Mitsubishi Fuso Truck and Bus Corporation, amely teherautókat, buszokat és munkagépeket gyárt, korábban a Mitsubishi Motors része volt, de jelenleg külön cégnek számít, és a Daimler AG tulajdonában áll.

## Rövid története
Eredete 1917-re nyúlik vissza, amikor a Mitsubishi Shipbuilding Co. Ltd. megépítette a Mitsubishi A-modellt, az első sorozatban gyártott japán autót. Ez egy teljes mértékben kézzel készült hét üléses szedán volt a Fiat Tipo 3 alapján. Az amerikai és európai riválisaihoz képest drágának bizonyult, így mindössze 22 példány után berekesztették a gyártást
1934-ben a Mitsubishi Shipbuilding Egyesült a Mitsubishi Aircraft Company-vel, így megalakult a Mitsubishi Heavy Industries, amely a legnagyobb magántulajdonú japán cég volt. Nagyrészt repülőgépeket, hajókat és gépeket gyártott, de 1937-ben kifejlesztette a Mitsubishi PX33-at, amely egy prototípus szedán volt katonai használatra. Ez volt az első négykerék-meghajtású japán autó. Majd ötven évvel később ez a technológia hozta meg a cégnek a sikert mind eladási, mind a motorsport szempontjából.

## Gyárai
Japánban, a Fülöp-szigeteken, Thaiföldön és Indonéziában üzemeltet gyárakat, és további 12 gyárat üzemeltet más cégekkel együttműködésben. Brazíliában egy helyi csoportban áll szerződésben, amely nem áll közvetlen kapcsolatban a céggel befektetés terén. A cégnek továbbá három motor- és sebességváltó-gyártó üzeme van, öt kutató-fejlesztő központja és 75 leányvállalata. Járműveit több, mint 160 országban értékesítik vagy szerelik össze.